# Tabanus fuscotibialis
Tabanus fuscotibialis är en tvåvingeart som beskrevs av Elsen 1989. Tabanus fuscotibialis ingår i släktet Tabanus och familjen bromsar.
Artens utbredningsområde är Kongo. Inga underarter finns listade i Catalogue of Life.